# El pañuelo
«El pañuelo» es una canción grabada por el cantante Dominicano Romeo Santos junto con la cantante y compositora española Rosalía. Fue lanzado el 2 de septiembre de 2022 a través de Sony Music Latin como el tercer sencillo del quinto álbum de estudio de Santos, Fórmula, vol. 3 (2022). La canción, una bachata, fue escrita y producida por ambos intérpretes junto con Diego el Cigala, Alexander Caba, Joaquín Díaz y Ramón Jiménez. Interpola y contiene samples de la canción de 1985 «No sé qué hacer», interpretado por Carlos Manuel «El Zafiro».
Un video musical acompañante dirigido por Roger Guardia y producido por Canada y Park Pictures se compartió en YouTube tras el lanzamiento de la canción. Muestra a Santos en una cabina y a Rosalía con un vestido rojo.

## Posicionamiento en listas
| Listas (2022)                                             | Mejor posición |
| --------------------------------------------------------- | -------------- |
| España (PROMUSICAE)                                       | 7              |
| Estados Unidos (Billboard Bubbling Under Hot 100 Singles) | 23             |
| Estados Unidos (Billboard Hot Latin Songs)                | 24             |
| Mundo (Billboard Global 200)                              | 134            |